# NGC 6285
NGC 6285 је лентикуларна галаксија у сазвежђу Змај која се налази на NGC листи објеката дубоког неба.
Деклинација објекта је + 58° 57' 21" а ректасцензија 16h 58m 23,9s. Привидна величина (магнитуда) објекта NGC 6285 износи 13,6 а фотографска магнитуда 14,5. NGC 6285 је још познат и под ознакама MCG 10-24-81, CGCG 299-37, ARP 293, KAZ 111, PGC 59344.